# Exile
Exile je serija videoiger v načinu igranja vlog(role-playing). Zasnoval jo je Jeff Vogel, izdaja pa jo Spiderweb Software za operacijski sistem Windows in Macintosh. Izjema je Exile 3, ki je bila izdana tudi za Linux.
Igralno polje sestavlja igralno okno, velikosti 9*9, desno od okna so izpisane lastnosti posameznega karakterja, ter sporočilno okno, kjer se zapisujejo vse reakcije skupine. Pod igralnim oknom so prikazani gumbi z akcijami skupine(Izvrši urok, poglej, obrambni položaj, poberi predmete, uporabi,...). V bitki s sovražniki so gumbi drugačni kot izven bitke.

## Exile I: Escape from the pit
Prvi del, Exile: Escape from the pit je bil izdan leta 1995. V tem delu igralec ustvari lastno skupino, s katero mora izpolniti podane naloge. Prvi del že vsebuje osnove, ki se pozneje niso spremenile: skupina sestavlja šest karakterjev, vsak s svojimi lastnostmi. Vsak karakter pa ima svojo smer bojevanja(čarovnik, zdravilec, bojevnik, lokostrelec). Čarovnik in zdravilec lahko izvajata svoje uroke. Bojevnik in lokostrelec pa se bojujeta. Pri opravljanju nalog se odkriva nov svet, nova spoznanja in bitke.

### Zgodba
Izgnanci so ljudje, ki so bili preveč drugačni, bili so izločeni iz družbe, ali pa so imeli le drugačno mnenje... Vse te ljudi so izgnali v drug svet, imenovan Svet Izgnancev. Med vsemi ljudmi je ta usoda doletela tudi tebe. A tu ni kaj čakati, čim prej je potrebno uiti iz tega sveta in se vrniti v pravi svet, Zgornji imperij. Toda svet tu spodaj je poln nevarnosti in neprijaznosti. Igralčeva naloga je, da se reši iz tega sveta in se vrne domov, v pravi svet.

## Exile II: Crystal Souls
Drugi del, Exile II: Crystal Souls je bil ravnotako izdan leta 1995. Način igranja je enak prvemu delu, spremenijo se le naloge. V tem delu je bilo spremenjeno igralno polje, dodane pa so bile mnoge pošasti, ki jih v prvem delu ni. Izboljšana je bila grafika.

### Zgodba
Potem, ko si že nekaj let doma, se spet pojavi težava. Zgornji Imperij je spoznal, da se je Svet Izgnancev razvil. Upali so, da bodo izgnanci pomrli, izginili; a temu ni bilo tako. Preživeli so, se prilagodili razmeram in zaživeli kot narod. Sedaj Zgornji Imperij skozi  Teleport pošilja vojsko, da izniči, prepreči nadaljnjo razvijanje. Toda izgnanci se ne predajo - njihova moč je velika. Igralčeva naloga pa je, da globoko v najglobjih jamah poišče nadzemeljska bitja, ki izgnance lahko ustavijo.

## Exile III: Ruined World
Tretji del, Exile III: Ruined World(1997) se malo bolj razlikuje od svojih predhodnikov. Sicer je igralno polje enako drugemu delu, a ta del ponuja veliko večji svet, več nalog in več pošasti. V tem delu je na voljo tudi veliko različnih smeri za zaključek igre.

### Zgodba
Po rešitvi Zgornjega Imperija pred izgnanci se spet pojavi težava: svet uničuje, podira neznana sila - nihče pa ne ve zakaj in kako. Igralčeva naloga pa je, da odkrije in ustavi mogočno silo, še preden bo uničila svet, in s tem tudi njegov dom.

## Blades of Exile
Četrti del(1997) pa se še bolj razlikuje od svojih predhodnikov. Del ponuja več različnih scenarijev, privzeti so trije. Blades of Exile je med serijo najbolj uspel, ker ponuja izdelovalca scenarijev(Scenario Editor), s katerim lahko igralec izdela lastne scenarije. Veliko teh se dobi tudi na spletu.

### Izvorna koda
Blades of Exile je bil izdan tudi z izvorno kodo, s katero lahko igralci predelajo igro, ali ustvarijo nekaj popolnoma novega.
Serija videoiger Avernum je do četrtega dela(danes jih je 7) le predelava iger Exile. Avernum ponuja lepšo grafiko in igranje v 3D obliki.
- "Shareware igra leta" - Exile II: Crystal Souls - 1995 - podeleil MacUser
- "Shareware igra leta" - Exile III: Ruined World - podelil Computer Gaming World

- Exile I: Escape from the pit
- Exile II: Crystal souls
- Exile III: Ruined World
- Blades of Exile

- SpiderWeb Software
- Serija iger Exile - Wikipedija v Angleščini